# Mitteilungen des Naturwissenschaftlichen Vereins der Universitat Wien
Mitteilungen des Naturwissenschaftlichen Vereins der Universitat Wien (abreviado Mitt. Naturwiss. Vereins Univ. Wien) fue una revista con ilustraciones y descripciones botánicas que fue editada por la Universidad de Viena en dos series desde 1882 hasta 1914.

## Publicación
- Serie 1ª 1882-96;
- n.s. v. 1-12, 1903-14